# Oudh

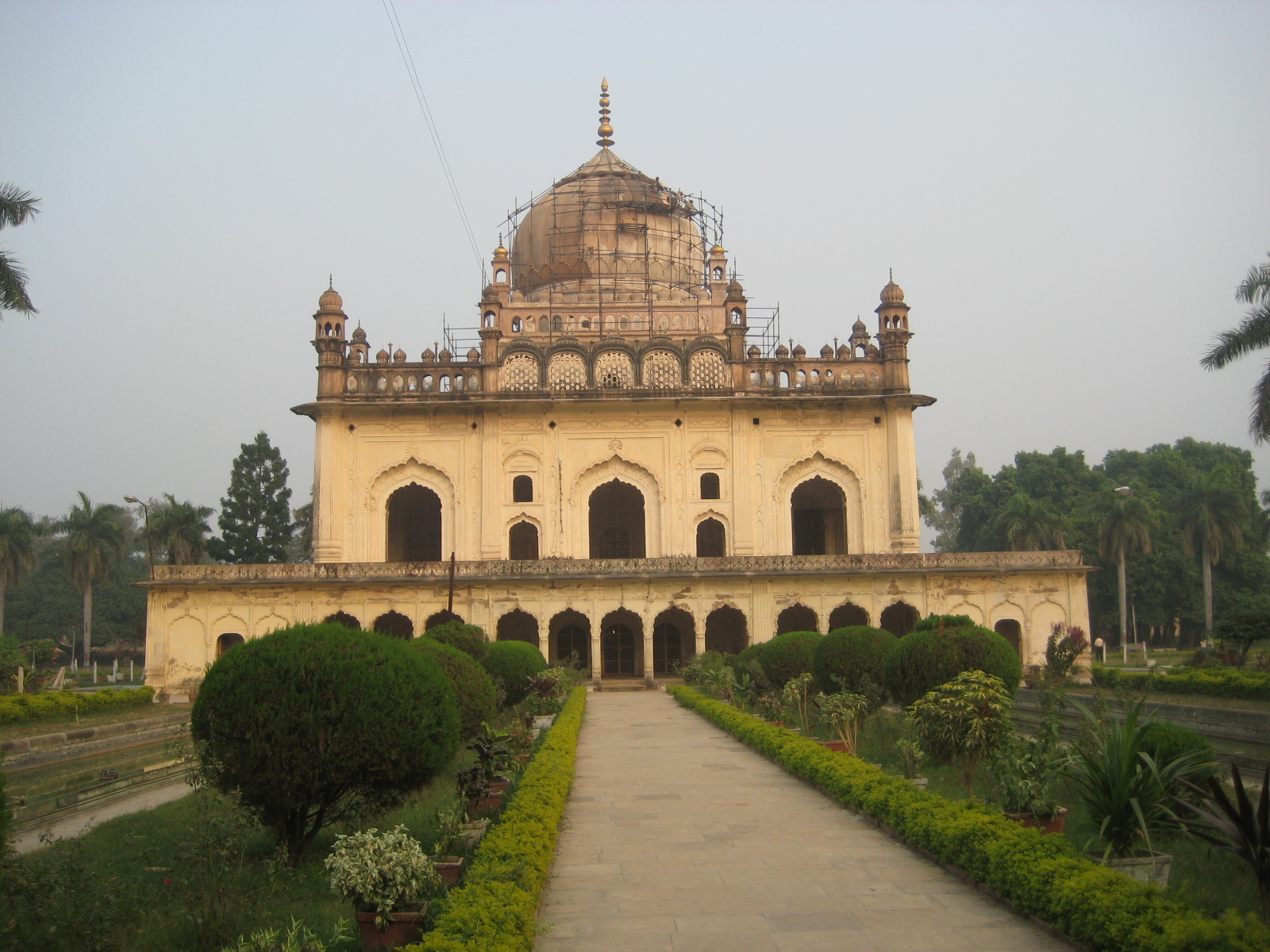
Gulab Bari en Uttar Pradesh.

Oudh o Awadh fue una provincia de la India británica. Estuvo ubicada en lo que actualmente es la parte noreste de Uttar Pradesh.
Recibe su nombre de Ayodhya, la capital del antiguo reino de Kosala, el cual se cree que coincidía con la región de Oudh.

## Historia
En el siglo XII los invasores musulmanes la conquistaron. Durante el siglo XVI formó parte del Imperio mogol. Presionado por el Imperio británico, en 1819 se convirtió en reino independiente de los nawabs (gobernadores provinciales y recaudadores de rentas) musulmanes del Imperio mogol. Fue zona de valles fértiles y ciudades muy pobladas (Lucknow, 650.000 habitantes, con amplios jardines, palacios elegantes y mezquitas y minaretes de tejados dorados). Recibió agentes oficiales británicos, llamados residentes y su sede la Residencia, como James Archilles Kirkpatrick, que se enamoró y casó con una aristócrata musulmana. Sus soldados formaron tres cuartas partes -las más apreciadas por su bravura- del ejército bengalí británico, de 240.000 personas en 1850, mediante acuerdo con la Compañía Inglesa de las Indias Orientales, que participaron en la anexión del Sind (1843) y el Punyab (1849). Dalhousie, gobernador británico de la India, puso su punto de mira también en este territorio. Fue invadida en 1856 por los británicos uniéndola en 1877 con la provincia de Agra para formar las Provincias Unidas de Agra y Oudh. Después de la independencia de la India en 1947 pasó a ser parte del estado de Uttar Pradesh.